# Бевче
Бевче (словен. Bevče) — поселення в общині Веленє, Савинський регіон, Словенія. 
Висота над рівнем моря: 413,1 м.